# Yemen en los Juegos Paralímpicos de Barcelona 1992
Yemen estuvo representado en los Juegos Paralímpicos de Barcelona 1992 por tres deportistas masculinos. El equipo paralímpico yemení no obtuvo ninguna medalla en estos Juegos.